# Jason Jordan
Nathan Everhart (Tinley Park, Illinois; 28 de septiembre de 1988), conocido como Jason Jordan, es un luchador profesional retirado estadounidense. Actualmente trabaja como supervisor mayoritario de producción para la empresa WWE.
Jordan no ha luchado desde enero de 2018 después de sufrir una lesión en el cuello, y actualmente trabaja como productor. Entre sus logros, se destacan un reinado como Campeón en Parejas de NXT, uno como Campeón en Parejas de SmackDown, junto a Chad Gable como American Alpha, y otro como Campeón en Parejas de Raw, junto a Seth Rollins.

## Carrera como luchador amateur
Everhart se inició como luchador amateur a los 7 de edad ya que anhelaba ser luchador profesional. En la secundaria, Everhart se especializó en tres materias, lucha, fútbol y béisbol. Fue promocionado a la secundaria al béisbol profesional, pero rechazó la oferta para ir a una secundaria de lucha. Asistió a la Universidad de Indiana Bloomington y compitió para ellos en la Big Ten Conference. Everhart se convirtió en un competidor nacional de tres ramas calificando a la NCAA en la División 1.
Mientras luchaba en la Universidad de Indiana, Everhart fue clasificado en el top 15 nacional por tres años seguidos y fue clasificado 2 nacional de los pesos pesados. fue descrito como un atleta único e increíble, pesando 102 kilos mientras competía en la categoría de los 130 kilos. Utilizaba la fuerza y la agilidad para contrarrestar a sus grandes oponentes. En el año culmine, Everhart quedó invicto en la temporada con un récord de 35-0 y ganando en mejor puesto en la clasificación nacional. Durante su cuarto año de lucha, trabajó como entrenador de estudiantes en su universidad y ayudó a dos All-Americans de 87 kilos y a un peso pesado.

## Carrera como luchador profesional

### WWE (2011-presente)

#### Florida Championship Wrestling (2011–2012)
Everhart observado desde la secundaria por el agente de la World Wrestling Entertainment, Gerald Brisco. Fue reclutado para participar y probarse en la WWE en 2010 y consecuentemente recibió una oferta de contrato por la WWE, pero congelo la negociaciones para poder terminar la secundaria. En julio de 2011, Everhart firmó un contrato con la WWE para trabajar en el territorio de desarrollo y fue enviado a la Florida Championship Wrestling, donde adoptó el nombre de ring Jason Jordan. Entrenó y luchó en la FCW hasta que el territorio fuera clausurado el año siguiente. Su primera lucha profesional fue en un evento en vivo de la FCW el 30 de septiembre, en donde hizo equipo con Abraham Washington perdiendo ante Calvin Raines y Big E Langston. Hio su debut televisivo el 13 de noviembre en un episodio de la FCW, haciendo equipo con Colin Cassady y Mike Dalton perdiendo la lucha ante The Ascension. Jordan continuó realizando apariciones esporádicas en la FCW hasta que la marca fuera reemplaza por NXT Wrestling en el verano de 2012. Luego, logró ganar el FCW Florida Tag Team Championship junto a CJ Parker en un evento en vivo el 13 de julio, siendo los penúltimos campeones del título antes de su desactivación.

#### NXT Wrestling (2012–2016)

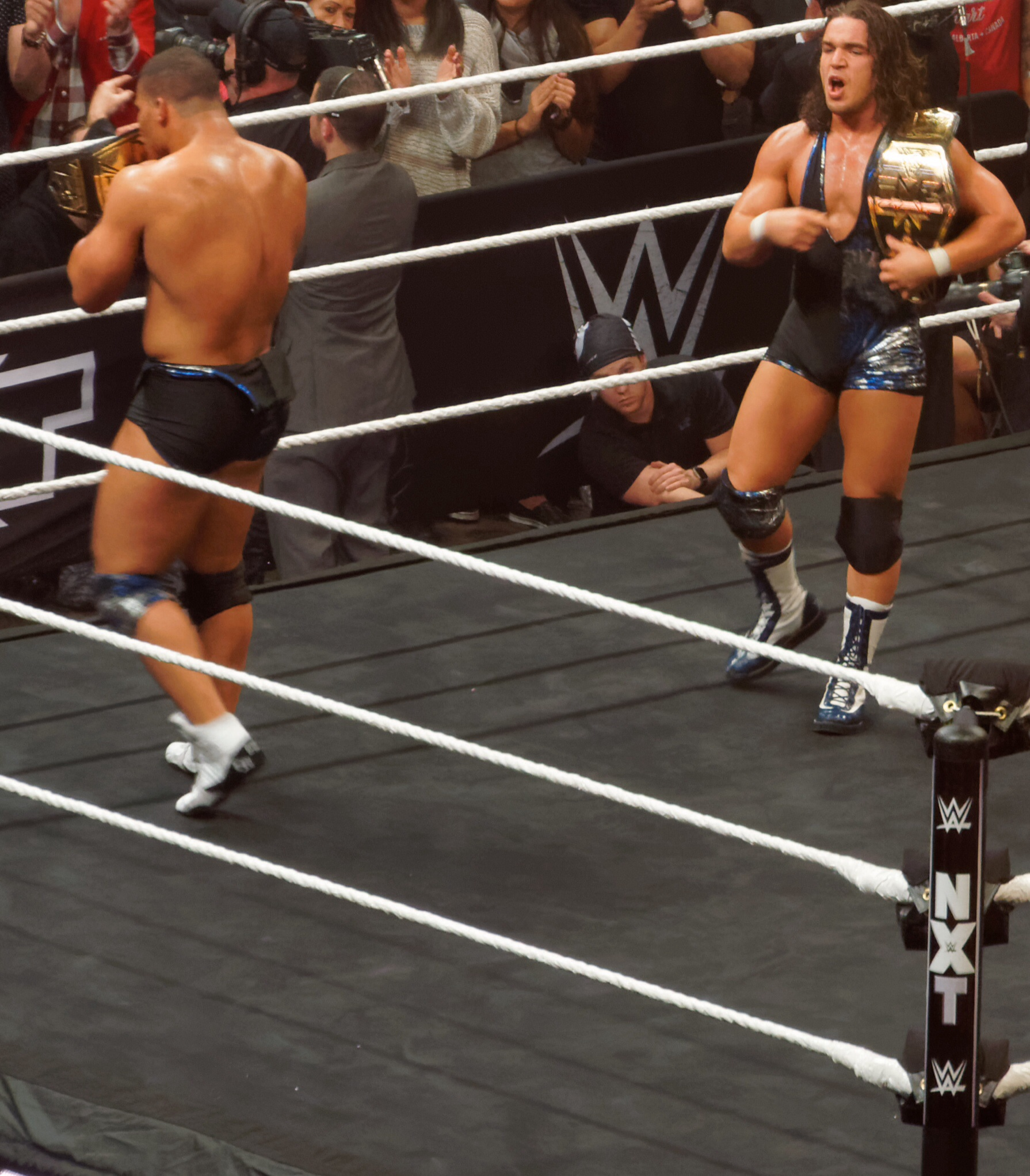
American Alpha tras ganar el Campeonato en parejas de NXT en NXT TakeOver: Dallas en abril de 2016.

Jordan hizo su debut televisivo en NXT el 27 de junio, perdiendo rápidamente ante Jinder Mahal. Continuó luchando y realizando apariciones como jobber por el resto del 2012 y siguiendo el 2013. En 2014, Jordan formó equipo con Tye Dillinger, pero al tener poco éxito cambiaron a heel en febrero de 2015. En mayo de 2015, Jordan inició una storyline con Chad Gable en donde Gable intentó convencer a Jordan de formar un equipo. Luego de dos meses de alianza, Jordan finalmente aceptó hacer equipos con Gable. El 15 de julio en NXT, Jordan y Gable tuvieron éxito en su debut como parejas al derrotar a Elias Sampson y Steve Cutler. El 2 de septiembre, Jordan y Gable compitieron en la primera ronda del torneo del Dusty Rhodes Tag Team Classic, derrotando al equipo de Neville y Solomon Crowe. Luego de derrotar a The Hype Bros (Zack Ryder y Mojo Rawley) fueron eliminados por el equipo de Rhyno y Baron Corbin. El 18 de noviembre en NXT, Jordan y Gable hicieron frente al equipo del roster principal de la WWE The Ascension y lograron derrotarlos. El 2 de diciembre en NXT Jordan y Gable se enfrentaron a los antiguos Campeones en Parejas de la NXT The Vaudevillains logrando derrotarlos. El 27 de enero en NXT, Gable y Jordan comenzaron a usar el nombre de American Alpha derrotando a Wesley Blake y Buddy Murphy esa misma noche. El 1 de abril de 2016 vencieron a Scott Dawson y Dash Wilder en NXT TakeOver: Dallas para conseguir su primer Campeonato en Parejas de NXT pero los perdieron de vuelta ante The Revival en NXT TakeOver: The End.

#### SmackDown (2016-2017)
El 19 de julio en SmackDown, Jordan ascendió al roster principal junto con Gable siendo enviados a SmackDown junto a Alexa Bliss y Carmella como parte del Draft. El 2 de agosto en SmackDown, Jordan y Gable hicieron su debut derrotando a The Vaudevillains. El 16 de agosto, derrotaron junto a The Usos y The Hype Bros a The Vaudevillains, Breezango y The Ascension en un 12-man Tag Team Match. En SummerSlam, nuevamente derrotaron junto a The Usos y The Hype Bros a The Vaudevillains, Breezango y The Ascension en otro 12-man Tag Team Match. El 23 de agosto en SmackDown, participaron del torneo de clasificación por los inaugurales Campeonatos en Parejas de SmackDown donde derrotaron a Breezango, avanzando a las semifinales. El 6 de septiembre en SmackDown, derrotaron a The Usos en tiempo récord, avanzando a la fase final. Tras la lucha, The Usos atacaron a Jordan y a Gable y a raíz de esto, Gable terminó lesionado (kayfabe) y como consecuencia, dejando a American Alpha inhabilitado para luchar en la final del torneo. El 1 de noviembre en SmackDown, American Alpha derrotó a The Spirit Squad para formar parte del equipo SmackDown en el Traditional Survivor Series Elimination Tag Team Match. En Survivor Series, American Alpha fue eliminado durante el combate por Luke Gallows & Karl Anderson, donde el equipo SmackDown fue derrotado por el equipo Raw.
El 27 de diciembre en SmackDown, American Alpha derrotó a The Wyatt Family para convertirse así en los Campeones en Parejas de SmackDown en un four-corner elimination match, que también involucró a The Usos, y Heath Slater & Rhyno. En Elimination Chamber, American Alpha lograría defender exitosamente su título en un Tag Team Turmoil Match. El 21 de marzo de 2017 en SmackDown, American Alpha perdería lo campeonatos frente a The Usos, finalizando así su reinado de 84 días. American Alpha iría separándose lentamente, con Gable empezando a luchar individualmente, incluso consiguiendo una lucha titular frente a Kevin Owens en el episodio del 20 de junio de SmackDown, la cual perdió.

#### Raw (2017-2018)
El 17 de julio de 2017, en Raw, Jordan fue revelado como el hijo del Mánager general de Raw Kurt Angle (kayfabe), después de que unos extraños mensajes fueran enviados al teléfono de Angle y el de Corey Graves de la mesa de comentaristas. Jordan entonces fue movido a la marca Raw, separándose así definitivamente American Alpha.
El 6 de noviembre en Raw, Jordan fue nombrado como el quinto miembro del equipo Raw para Survivor Series. El 13 de noviembre durante Raw, Jordan sufrió una lesión en la rodilla (kayfabe) tras un combate con Bray Wyatt, lo que causaría que Triple H le reemplazará en Survivor Series tras atacarle también.
En el episodio de Raw el 20 de noviembre, Jordan fue derrotado por Braun Strowman por descalificación debido a la intervención de Kane. En el episodio de Raw del 27 de noviembre, Jordan fue derrotado por Kane por un conteo. En el episodio del 4 de diciembre de Raw, Jordan se enfrentó a Roman Reigns por el Campeonato Intercontinental, pero fue derrotado. En el episodio del 18 de diciembre de Raw, Jordan fue derrotado por Seth Rollins. Posteriormente, Jordan, Rollins y Dean Ambrose fueron derrotados por Samoa Joe y los Campeones en parejas de Raw , Cesaro y Sheamus. En el episodio de Raw del 25 de diciembre, Jordan y Seth Rollins derrotaron a Cesaro y Sheamus, ganando así el Raw Tag Team Championship de la WWE por primera vez. En la edición del 8 de enero de 2018 en Raw, Jordan, Roman Reigns y Seth Rollins se enfrentaron contra el Bálor Club (Finn Bálor, Luke Gallows y Karl Anderson) pero fueron derrotados. 
Durante su recuperación, Jordan comenzó a trabajar detrás del escenario como productor.

## Vida personal
Everhart asistió a la Universidad de Indiana en donde recibió su licenciatura en biología, en química, ciencia social y medicina. Asistió a una escuela dental continuando con sus sueños de convertirse en luchador profesional. Debido a sus éxitos en la Universidad de Indiana, el rostro de Jordan fue pintado en la muralla del campus en el gimnasio de la universidad en 2010. En WWE Breaking Ground reveló que sus tres hermanos están encarcelados y su padre.

## Campeonatos y logros
- Florida Championship Wrestling/FCW

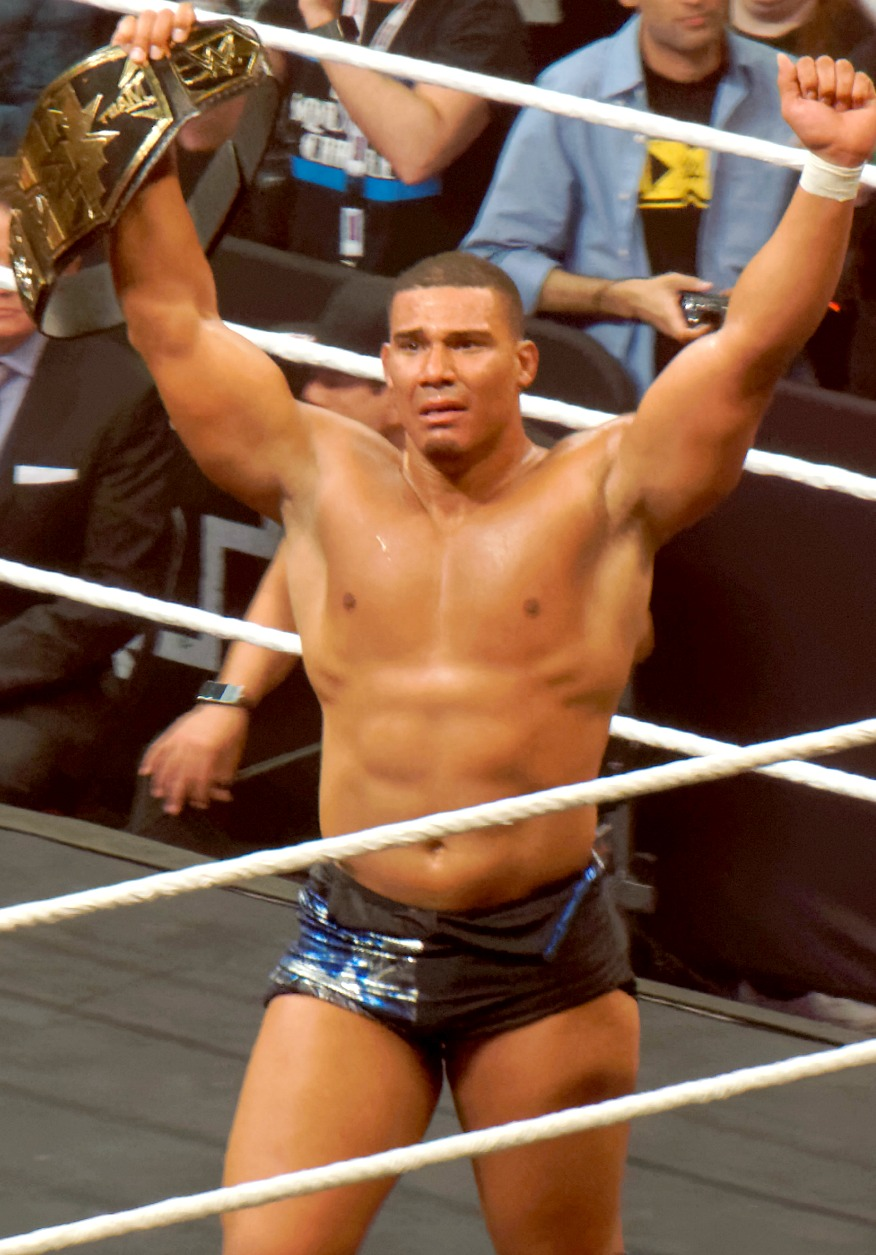
Jordan tras ganar el Campeonato en parejas de NXT en NXT TakeOver: Dallas en abril de 2016

  - FCW Florida Tag Team Championship (1 vez) - con CJ Parker

- World Wrestling Entertainment/WWE
  - NXT Tag Team Championship (1 vez) -  con Chad Gable
  - Raw Tag Team Championship (1 vez) - con Seth Rollins
  - SmackDown Tag Team Championship (1 vez) - con Chad Gable
  - Tag Team Triple Crown Championship (primero)

- Pro Wrestling Illustrated
  - Situado en el Nº319 en los PWI 500 de 2012[9]
  - Situado en el Nº289 en los PWI 500 de 2014[10]
  - Situado en el Nº277 en los PWI 500 de 2015[11]
  - Situado en el Nº119 en los PWI 500 de 2016[12]
  - Situado en el Nº103 en los PWI 500 de 2017[13]
  - Situado en el Nº87 en los PWI 500 de 2018